# Посольська
Посольська (рос. Посольская) — селище залізничної станції Кабанського району, Бурятії Росії. Входить до складу Сільського поселення Великоріченське.
Населення — 785 осіб (2015 рік).
Засноване 1902 року.